# Trekkies 2
Trekkies 2 este continuarea din 2004 a filmului documentar din 1997 Trekkies.

## Prezentare
Filmul documentar călătorește în întreaga lume, în principal în Europa, pentru a prezenta fani ai francizei Star Trek, cunoscuți în mod obișnuit ca Trekkie⁠(d). De asemenea, prezintă oameni din primul film, inclusiv Barbara Adams⁠(d) și Gabriel Köerner⁠(d). Sunt prezentate și trupe punk cu tematică Star Trek din Sacramento, California, inclusiv Warp 11⁠(d) și franciza „No Kill I”. Aceasta include „No Kill I”, „No Kill I: The Next Generation” și „No Kill I: Deep Space Nine”.

## Recepție
MaryAnn Johanson pentru „Flick Filosopher” a scris „de data aceasta, accentul se pune pe oamenii adevărați din spatele urechilor Spock, iar filmul arată că sunt mult mai inteligenți, creativi, conștienți de sine și generoși decât au realizat cei neinițiați."
Nick Schager de la "Lessons of Darkness" („Lecțiile întunericului”) i-a dat nota D+. El l-a numit „un amestec repetitiv” și „construit mai neglijent decât primul film”.